# Генетика в Україні
Генетика є одним з розділів біології, який традиційно добре розвинутий в Україні. Генетичні дослідження в Україні тривали практично всю історію генетики, з початку XX століття. Українські вчені зробили низку відкриттів у галузі генетики рослин та тварин. Розвиток генетики в Україні був загальмований під час лисенківщини у 1930-ті — 1960-ті роки. Сучасними центрами генетичних досліджень є державні й приватні установи.

## Історія
Перші дослідження генетики проводилися Сергієм Навашиним у Київському університеті. Він звернув увагу, що набір хромосом відрізняється у різних видів рослин. З цього розвинулася українська школа цитогенетики, яку склали учні Навашина: Григорій Левитський, Лев Делоне, Яків Модилевський та інші. Григорій Левитський у 1924 році видав першу в Україні та СРСР монографію з цитогенетики «Матеріальні основи спадковості». Перший курс генетики в Київському університеті читав Сергій Кушакевич. Перший курс генетики в Новоросійському університеті читав Андрій Сапєгін.
На початку 1920-х років були створені перші генетичні лабораторії в Україні. Кафедру експериментальної генетики при ВУАН заснував Іван Шмальгаузен, а пізніше в очолюваному ним Інституті біології і зоології ВУАН був створений відділ генетики. Також генетичний відділ було засновано в Науковому інституті селекції. Були створені Інститут генетики і селекції АН УРСР та Український інститут генетики і селекції. Відділ генетики також було створено в Інституті ботаніки.
З середини 1930-х років вплив у генетиці став набирати Трохим Лисенко та його прибічники. Чимало генетиків виїхали з України, були репресовані чи звільнені. Після серпневої сесії ВАСГНІЛ 1948 року в Москві, подібні заходи були проведені в УРСР, генетичні дослідження були припинені, а кафедри генетики ліквідовані, зокрема всі кафедри генетики в медичних інститутах. Поступове відродження генетичних досліджень почалося лише на початку 1960-х років.
У 1960 році перший відділ генетики було створено в Центральному ботанічному саду АН УРСР, його очолив Володимир Зосимович.

## Наукові центри
У системі Національної академії наук існує кілька інститутів, які займаються проблемами генетики. Це Інститут молекулярної біології і генетики НАН України, Інститут фізіології рослин і генетики НАН України, Інститут клітинної біології та генетичної інженерії НАН України, Інститут харчової біотехнології та геноміки НАН України. Видається журнал «Цитологія і генетика». Окремі дослідження з генетики тварин здійснюють у Інституті фізіології ім. О. О. Богомольця.
Також генетичні дослідження проводяться на кафедрах університетів.